# Josef Ivar Müller
Josef Ivar Müller (* 31. Mai 1892 in Näfels; † 26. Februar 1969) war ein Schweizer Chorleiter und Komponist.
Müller war der Sohn eines Lehrers. Seine Musikstudien (Klavier und Komposition) absolvierte er zuerst in Zürich, später  bei Philipp Jarnach in Köln. Anschliessend lebte und wirkte er in Bern. Er war Dirigent des Kirchenchores an der Dreifaltigkeitskirche, des Männerchores «Liederkranz Bern» und des Männerchores Burgdorf.  Seine Haupttätigkeit war  jedoch das Komponieren.

## Werk
Sein Werk umfasst kleinere und grössere Chorwerke, mehrere Oratorien und Messen, sowie Instrumentalmusik. Mehrere seiner Werke wurden im Symphonia Verlag Basel veröffentlicht.
- Festspiel «600 Jahre Glarus im Bunde der Eidgenossen»
- Drei Scherzi für Klavier Opus 24
- Messe in h-Moll Opus 26
- Missa "Sursum Corda"  Opus 42
- Lauda anima mea Opus 42, Nr. 1